# Parydra turkmenica
Parydra turkmenica är en tvåvingeart som beskrevs av Nina Krivosheina 1989. Parydra turkmenica ingår i släktet Parydra och familjen vattenflugor. Inga underarter finns listade i Catalogue of Life.